# Teresa Runggaldier
Teresa Runggaldier (* 12. April 1999) ist eine italienische Skirennläuferin aus Südtirol. Sie ist auf die Disziplinen Abfahrt und Super-G spezialisiert.

## Biografie
Runggaldier stammt aus Wolkenstein in Gröden und ist die Tochter des ehemaligen Skirennläufers Peter Runggaldier. Im Alter von 16 Jahren nahm sie ab Dezember 2016 an FIS-Rennen teil. Der erste Sieg auf dieser Stufe gelang ihr einen Monat später in einer Kombinationswertung. Ebenfalls im Januar 2017 folgten die ersten Einsätze im Europacup. Nachdem sie zu Beginn noch in sämtlichen Disziplinen an den Start gegangen war, konzentrierte sie sich ab 2018 auf Abfahrt und Super-G. Zweimal nahm sie an Juniorenweltmeisterschaften teil, wobei ein achter Platz ihr bestes Ergebnis war. Die erste Top-10-Platzierung im Europacup gelang ihr im März 2019, allgemein waren ihre Ergebnisse jedoch von Unbeständigkeit geprägt. Ihr Debüt im Weltcup hatte sie am 26. Februar 2021 im Fassatal, wo sie in Abfahrt Platz 39 belegte. Zählbare Ergebnisse auf dieser Stufe blieben zunächst aus.
Obwohl Runggaldier in der Europacup-Saison 2022/23 regelmäßig in die Punkteränge fuhr und die beste italienische Speedfahrerin war, erhielt sie keinen Platz im Nationalteam. Sie durfte im Sommer 2023 nicht am Trainingslager in Südamerika teilnehmen, konnte auch sonst nur selten trainieren und musste ihre Skis selbst präparieren. Im Winter 2023/24 erhielt sie dennoch Startgelegenheiten im Weltcup und holte am 17. Dezember 2023 mit Platz 24 in der Abfahrt von Val-d’Isère erstmals Weltcuppunkte. Am 5. Februar 2024 gelang ihr im Super-G von La Thuile der erste Europacup-Sieg. Knapp zwei Wochen später erzielte sie am 17. Februar als Elftplatzierte der Abfahrt von Crans-Montana ihr bisher bestes Weltcupergebnis.

## Erfolge

### Weltcup
- 2 Platzierungen unter den besten 15

### Weltcupwertungen
| Saison  | Gesamt | Gesamt | Abfahrt | Abfahrt | Super-G | Super-G |
| Saison  | Platz  | Punkte | Platz   | Punkte  | Platz   | Punkte  |
| ------- | ------ | ------ | ------- | ------- | ------- | ------- |
| 2023/24 | 69.    | 82     | 30.     | 50      | 34.     | 32      |

### Europacup
- 9 Platzierungen unter den besten zehn, davon 1 Sieg:

| Datum           | Ort       | Land    | Disziplin |
| --------------- | --------- | ------- | --------- |
| 5. Februar 2024 | La Thuile | Italien | Super-G   |

### Juniorenweltmeisterschaften
- Davos 2018: 8. Abfahrt, 15. Super-G, 18. Kombination
- Fassatal 2019: 14. Abfahrt

### Weitere Erfolge
- 7 Siege in FIS-Rennen